# Charity Adams Earley
Pour les articles homonymes, voir Earley (homonymie).
Charity Adams Earley (5 décembre 1918-13 janvier 2002), est une militaire et officier américaine de l'armée des États-Unis. Elle est la première femme afro-américaine à devenir officier dans le Women's Army Corps (plus tard WACS) et est le commandant du premier bataillon de femmes afro-américaines à servir outre-mer pendant la Seconde Guerre mondiale. À la fin de la guerre, elle est la femme afro-américaine la plus gradée de l'armée. La devise du 6888th Central Postal Directory Battalion, dans lequel elle a servi, était « No Mail, Low Morale » (en français : Pas de courrier, peu de moral). Un monument en l'honneur de ce groupe unique de femmes est dédié au Fort Leavenworth, en 2018.

## Biographie

### Jeunesse
Charity Adams Earley naît le 5 décembre 1918 à Kittrell, en Caroline du Nord. Elle grandit à Columbia (Caroline du Sud). Ses parents croient fermement en l'éducation et sont très performants. Son père, diplômé d'université, est un pasteur de l'Église épiscopale méthodiste africaine. Sa mère est institutrice. Charity est l'aînée de quatre enfants. Elle obtient son diplôme de Booker T. Washington High School en tant que major de promotion et celui de l'université de Wilberforce dans l'Ohio en 1938, avec une spécialisation en mathématiques et en physique. Après avoir obtenu son diplôme, elle retourne à Columbia, où elle enseigne les mathématiques au lycée local tout en étudiant à temps partiel pour obtenir une maîtrise en psychologie à l'université d'État de l'Ohio, qu'elle obtient en 1946.

### Carrière

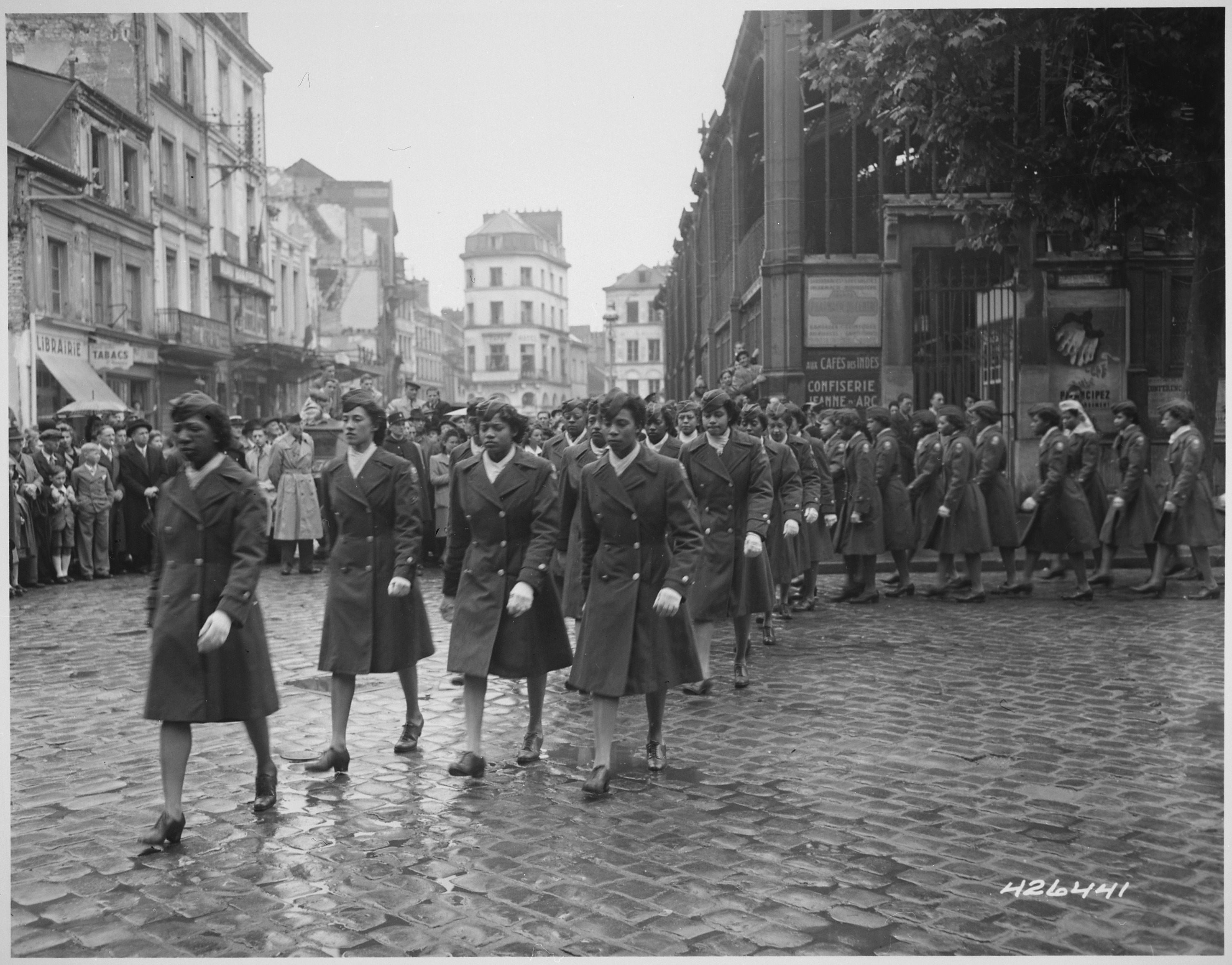
Les femmes du 6888th Central Postal Directory Battalion, défilant à Rouen (27 mai 1945).

Charity Adams s'enrôle dans le Women's Army Auxiliary Corps (WAAC) de l'armée américaine en juillet 1942. Elle est la première femme afro-américaine à être officier dans le WAAC. À l'époque, l'armée américaine est encore en pleine ségrégation raciale. Elle est donc placée dans une compagnie avec d'autres femmes afro-américaines officiers et mutée à Fort Des Moines. En 1943, elle est affectée au poste de superviseur de la formation au quartier général de la base.
Au début de l'année 1944, Adams est réaffectée au poste d’officier de contrôle du centre de formation, chargée d'améliorer l'efficacité et la formation professionnelle. Elle a également d'autres responsabilités, comme celle d’officier d'arpentage (recherche des objets perdus) et d’officier de tribunal sommaire (traitement des délits mineurs des femmes).
En décembre 1944, Adams dirige la seule compagnie du WAAC noire à servir outre-mer, stationnée à Birmingham, en Angleterre. Les femmes commencent à fréquenter les citoyens et brisent les préjugés des deux côtés. Adams est chargée d'une unité de service d'annuaire postal. Une autre partie de son travail consiste à remonter le moral des femmes. Adams y parvient en créant des salons de beauté pour que les femmes puissent se détendre et socialiser.
En mars 1945, elle est nommée commandante du premier bataillon de femmes afro-américaines, le 6888th Central Postal Directory Battalion. Elles sont d'abord stationnées à Birmingham. Trois mois plus tard, elles sont déplacées à Rouen, en France, puis à Paris,. Elles étaient responsables de la distribution du courrier à plus de sept millions de soldats pendant la Seconde Guerre mondiale,.
À la fin de la guerre, la lieutenante-colonelle Adams est la femme afro-américaine la plus haut gradée de l'armée. À la fin de la guerre, lorsqu'on l'interroge sur ses réalisations révolutionnaires, elle répond simplement : « Je voulais simplement faire mon travail ». Elle décide de quitter le service en 1946 lorsqu'elle est appelée à servir au Pentagone.

#### Lutte contre la ségrégation et le racisme dans l'armée
Ayant grandi dans le sud, Adams connait les difficultés de la ségrégation. Lorsqu'elle entre dans l'armée, elle est toujours confrontée à la discrimination, mais elle n'a pas peur de s'exprimer et de lutter pour la déségrégation dans l'armée. L'une des premières batailles d'Adams pour l'égalité a lieu lorsque l'armée propose de ségréguer le régiment d'entraînement. Lorsqu'on lui dit qu'elle dirigerait l'un des régiments ségrégués, elle refuse. Finalement, l'armée décide de ne pas créer de régiments séparés.
Une autre fois, lorsqu'un général déclare : « Je vais envoyer un lieutenant blanc ici pour vous montrer comment diriger cette unité », le major Adams répond : « Il faudra me passer sur le corps, Monsieur ». Le général menace de la faire passer en cour martiale pour avoir désobéi aux ordres. Elle commence alors à porter plainte contre lui pour avoir utilisé « un langage soulignant la ségrégation raciale » et avoir ignoré une directive du quartier général allié. Ils laissent tous deux tomber l'affaire, et le général finit par respecter Adams.
Lorsque la Croix-Rouge essaie de donner du matériel pour un nouveau centre de loisirs ségrégationniste, Adams le refuse parce que son unité a partagé le centre de loisirs avec des unités blanches.
Adams encourage son bataillon à fréquenter les hommes blancs qui reviennent du front et même les habitants de l'endroit où elles sont stationnées. Elle souhaite créer des liens de camaraderie entre les soldats et les officiers et apaiser les tensions liées au racisme.

### Enseignement
Après son service dans l'armée, elle obtient une maîtrise en psychologie à l'université d'État de l'Ohio. Elle travaille ensuite pour l'administration des vétérans à Cleveland, dans l'Ohio, puis elle part rapidement enseigner à la Miller Academy of Fine Arts. Elle déménage à Nashville, dans le Tennessee, et est directrice du personnel étudiant au Tennessee A&I College. Elle s'installe ensuite en Géorgie et devient directrice du personnel étudiant et professeure adjointe d'éducation au Georgia State College.

### Au service de la communauté
Charity Adams Earley consacre une grande partie de sa vie d'après-guerre au service de la communauté. Elle siège au conseil d'administration de Dayton Power and Light, de la Dayton Metro Housing Authority, de la Dayton Opera Company, au conseil des gouverneurs de la Croix-Rouge américaine et au conseil d'administration du Sinclair Community College. Elle est bénévole pour les organisations United Way of America, United Negro College Fund, National Urban League et YWCA. Elle a également codirigé le Black Leadership Development Program.

### Vie personnelle
En 1949, Charity Adams épouse Stanley A. Earley, Jr. Ils s'installent en Suisse pendant un moment, le temps que Stanley termine ses études de médecine à l’Université de Zürich. Ils retournent aux États-Unis en 1952 et s'installent à Dayton, dans l'Ohio, où ils ont deux enfants, Stanley III et Judith Earley.
Charity Adams meurt à l'âge de 83 ans, le 13 janvier 2002, à Dayton.

## Reconnaissance et honneurs
Charity Adams Earley reçoit de nombreux honneurs et récompenses, notamment le titre de Femme de l'année décerné par le National Council of Negro Women, en 1946, le Top Ten Women of the Miami Valley Dayton Daily News, 1965 et le Service to the Community Award décerné par le Sénat de l'Ohio en 1989. En 1987, elle reçoit le Senior Citizens Gold Watch Award. Elle est inscrite sur la liste des 110 femmes noires historiques les plus importantes de la Smithsonian Institution, Black Women Against the Odds, en 1982. Elle est intronisée au Ohio Women's Hall of Fame (en), en 1979, et au Ohio Veterans Hall of Fame, en 1993. Elle est également intronisée au Black Hall of Fame de Caroline du Sud et nommée citoyenne de l'année par le conseil des commissaires du comté de Montgomery en 1991. En 1997, Adams est incluse dans le calendrier de l'histoire afro-américaine de BellSouth.
Elle a également reçu des doctorats honoris causa de l'université Wilberforce et de l'université de Dayton, en 1991.

## Publication
- (en) Charity Adams Earley, One woman's Army : a Black officer remembers the WAC, College Station (Texas), Texas A&M University Press, 1989 (ISBN 0890963754, OCLC 88020181, lire en ligne).

## Dans la culture populaire
Elle est incarnée par Kerry Washington dans le film Messagères de guerre (The Six Triple Eight, 2024) de Tyler Perry.